# Lash
Lash è il secondo EP pubblicato dal gruppo noise rock statunitense The Jesus Lizard (il primo era stato Pure del 1989).

## Tracce
- Tutti i brani sono opera dei Jesus Lizard, eccetto dove indicato.

1. Glamorous - 3:07
2. Deaf as a Bat - 1:40
3. Lady Shoes (Live) - 2:37
4. Killer McHann (Live) - 2:11
5. Bloody Mary (Live) - 2:41
6. Monkey Trick (Live) - 4:32

## Formazione
- Duane Denison - chitarra elettrica
- David Wm. Sims - basso
- David Yow - voce
- Mac McNeilly - batteria